# Karo (Sprache in Brasilien)
Karo ist die einzige noch lebende Sprache der zu der Familie der Tupí-Sprachen in Südamerika zählenden Sprachgruppe Ramarama. Sie wird von der indigenen Volksgruppe Karo gesprochen. Früher wurde die Sprache unter dem Namen Arara geführt. Um sie von den Sprachen anderer Gruppen abzugrenzen, die auch Arara genannt werden, wird sie seit 1987 unter dem Namen Karo geführt.

## Sprachliche Charakteristik
Die Sprache hat ein System von Nominalklassifikatoren, innerhalb dessen Substantive hinsichtlich der Form klassifiziert werden, in der sie  vorkommen (real bzw. in der Vorstellung). Ein praktisches Beispiel ist der Ausdruck für „Auge“: icagá ’a’. Das erste Wort bedeutet „Auge“ und das zweite „rundes Objekt“. Die Sprache hat zehn verschiedene Klassifikatoren, die auf das verschiedene Aussehen von Objekten Bezug nehmen.
Sie hat außerdem ein System von Ideophonen, lautmalerischen Wörtern mit im Allgemeinen sehr spezifischer Bedeutung, die benutzt werden, um Geschichten und Gespräche „bunter“ zu gestalten. Ein Beispiel für ein Ideophon im Karo ist oturum, was bedeutet „mit einem sehr lauten Geräusch zu Boden sinken“. Ein anderes Beispiel ist das Wort ngârâgn, was bedeutet „den Kopf nach hinten drehen“. Im Karo sind Ideophone eine offene Klasse, das heißt, sie können nach der Vorstellung und Kreativität ihrer Sprecher gebildet werden, und ihre Anzahl ist daher sehr groß.
Die Sprache hat ferner ein System von Evidentialwörtern, die zur Erkennung der Quelle oder der Zuverlässigkeit einer berichteten Information dienen. Wenn ein Karo-Sprecher zum Beispiel das Wort to’wa nach einer Aussage ausspricht, will er sagen, dass das Erzählte vom Hörensagen herrührt, das heißt, weder war er Zeuge noch nimmt er es als Tatsache an, er gibt lediglich die Information weiter. Das Karo hat zehn verschiedene Typen von Evidentialwörtern.

## Anmerkung
Karo ist auch der Name einer omotischen Sprache, die in Äthiopien von der Ethnie der Kara gesprochen wird.